# Impossiball

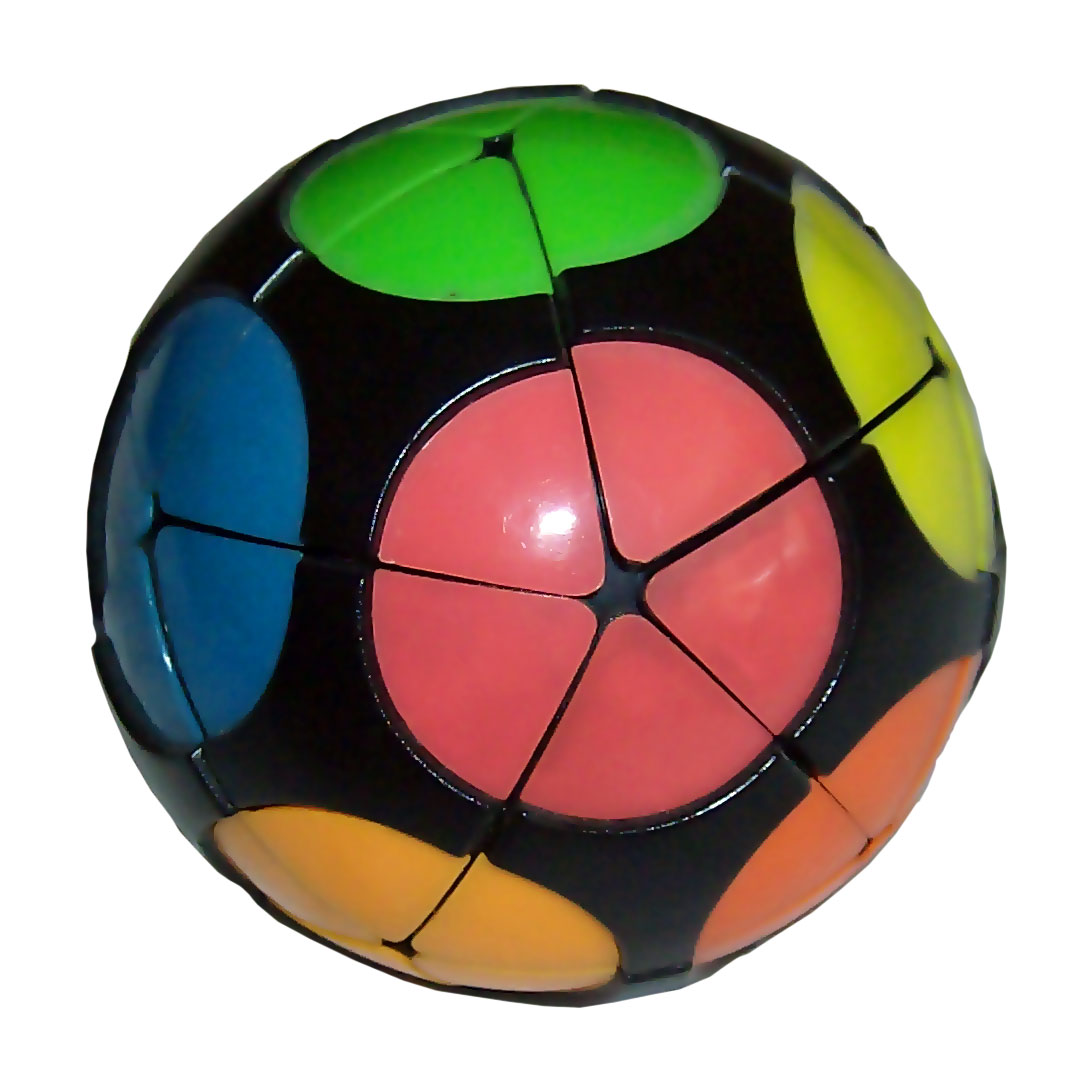
Собранный Impossiball

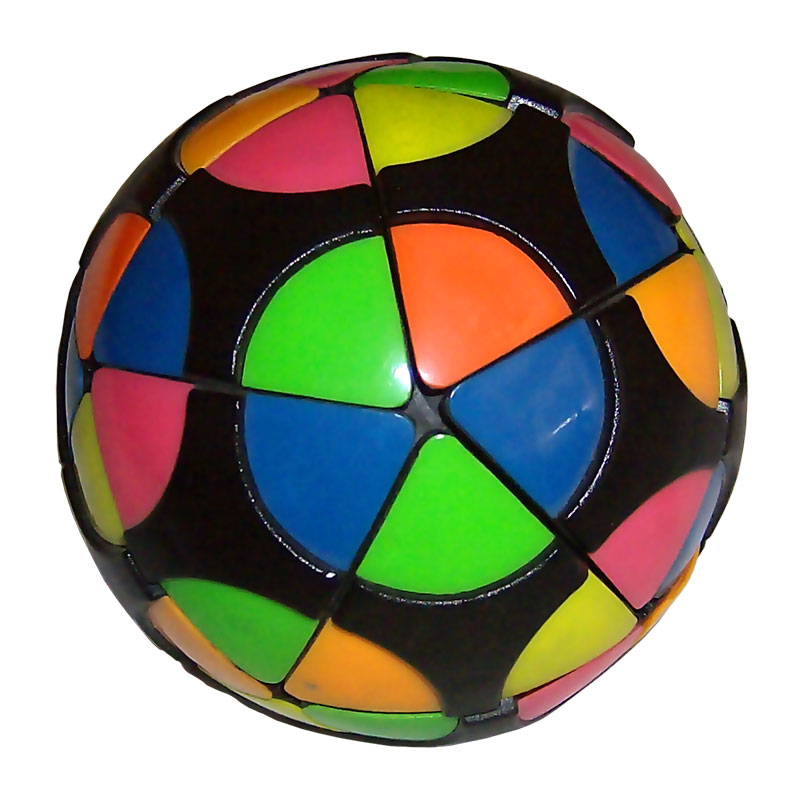
Разобранный Impossiball

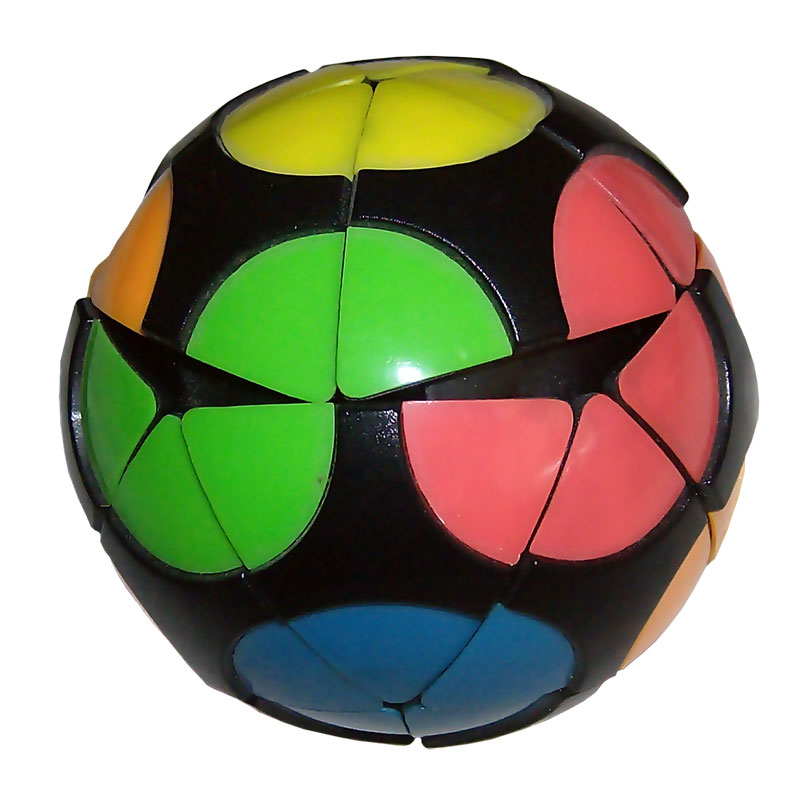
Impossiball в движении

Impossiball (от англ. impossible ― «невозможный» и ball ― «мяч») ― головоломка, похожая на кубик Рубика, является двойственной к киломинксу. Имеет форму закруглённого икосаэдра. Состоит из 20 подвижных частей, все они являются угловыми.

## История и описание
Головоломка была изобретена Уильямом Густафсоном в 1981 году. Патент был выдан в 1984 году.
Impossiball содержит 12 окружностей. Существует две версии Impossiball: шестицветная и двенадцатицветная. В первой версии противоположные окружности имеют один и тот же цвет.

## Перестановки
Есть 20!/2 способов расположить детали (нечетные перестановки невозможны, поэтому результат делится на 2). Существует 319 способов сориентировать углы, так как ориентация последнего угла зависит от ориентации предыдущих. Поскольку у Impossiball нет фиксированных центров, этот результат делится на 60.
Это даёт {\displaystyle {\frac {20!\times 3^{19}}{120}}\approx 2.36\times 10^{25}} перестановок ― около 23,6 квадриллиона.